# Quartier général impérial

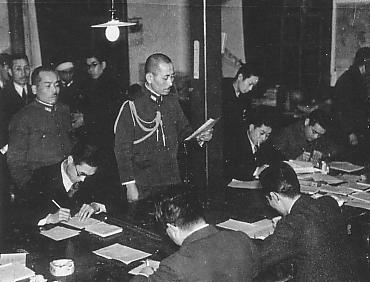
Annonce du quartier général impérial en janvier 1942.

Le quartier général impérial (大本営, Daihon'ei) est un élément du conseil suprême de guerre établi en 1893 pour coordonner les efforts entre l'armée impériale japonaise et la marine impériale japonaise en temps de guerre En termes de fonctions, il peut être l'équivalent japonais de l’état-major des armées français, de l’état-major ou  du Comité militaire de l’Union européenne, ou encore du comité des chefs d’États-majors interarmées américain.

## Histoire

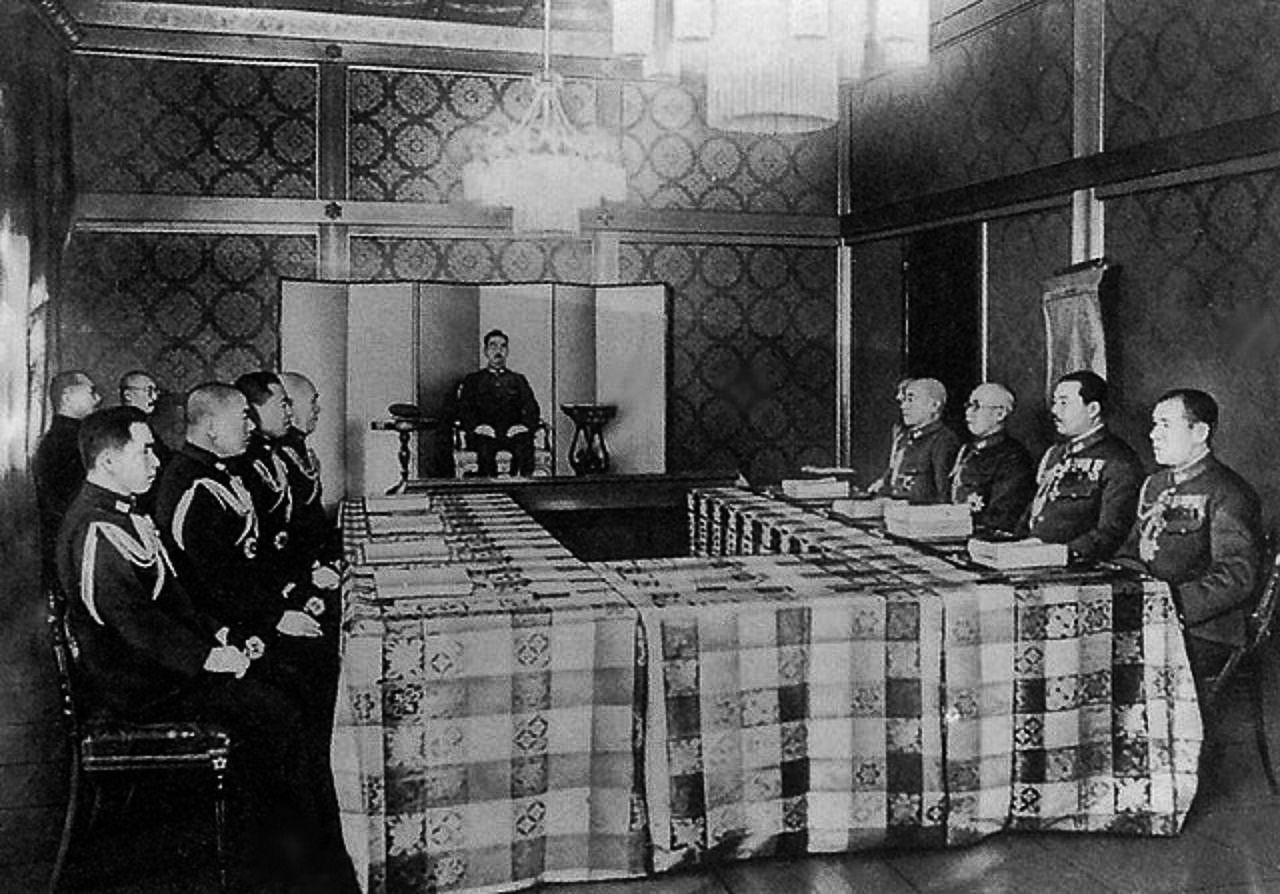
L'empereur Hirohito avec des membres de l'armée (droite) et de la marine (gauche) au quartier général impérial le 29 avril 1943.

Le quartier général impérial fut établi par décret impérial (no 52) le 19 mai 1893 au sein de l'état-major de l'armée impériale japonaise. L'empereur du Japon, qui était à la fois chef d'État et Commandant en chef des forces armées impériale du Japon, était aussi le chef du quartier général impérial et était assisté par des membres de l'armée et de la marine.
Le quartier général impérial était complètement indépendant du gouvernement civil, et hors de portée du cabinet et même du premier ministre. Itō Hirobumi fut autorisé à assister aux débats grâce à l'ordre express de l'empereur Meiji durant la guerre sino-japonaise (1894-1895). Mais cependant, le premier ministre Katsura Tarō n'en eut pas le droit durant la guerre russo-japonaise et ce malgré sa carrière militaire.
Le décret impérial 658 du 18 novembre 1937 abolit le quartier général impérial d'origine, qui fut immédiatement reconstitué par le décret militaire 1 qui donnait au nouveau quartier général autorité sur toutes les opérations militaires aussi bien en temps de paix qu'en temps de guerre.
En novembre 1937, pour amener les chefs de l'armée et de l'État-major de la marine impériale japonaise à discuter avec le gouvernement, l'empereur Hirohito fonda la conférence de liaison entre le gouvernement et le quartier impérial au sein même de ce dernier. Les conférences de liaison visaient à aider à connecter les décisions et les besoins des deux sections militaires avec les ressources et les politiques du gouvernement. Mais il était souvent difficile de parvenir à un accord stratégique entre l'armée et la marine. Quand celui-ci était finalement trouvé, il était mis par écrit sur un document appelé "accord central" et signé par les chefs des deux partis.
Les décisions finales des conférences de liaison étaient officiellement communiquées et approuvées lors des conférences impériales auxquelles assistait en personne l'empereur Hirohito au palais impérial de Tokyo.
Durant la guerre du Pacifique et avant le bombardement de Tokyo, le quartier général impérial fut relocalisé au complexe souterrain de Matsushiro.
Après la défaite de 1945, le quartier général impérial fut aboli par les forces alliées le 13 septembre 1945.

## Organisation

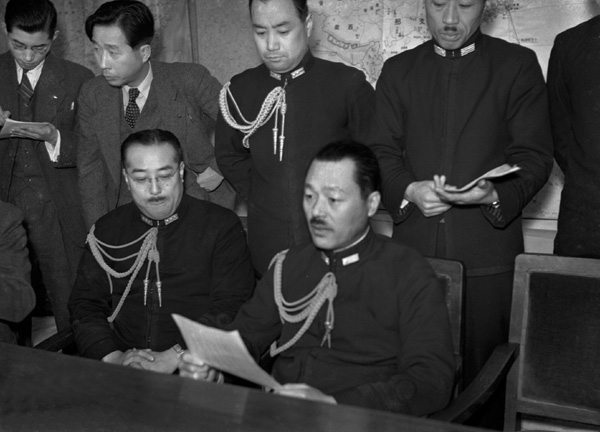
Annonce du quartier général impérial en janvier 1942.

Le quartier général impérial était divisé entre les sections de l'armée et de la marine. La section de l'armée comprenait le chef de l'état-major de l'armée et son chef des opérations, ainsi que le ministre de la Guerre. La section de la marine comprenait le chef de l'état-major de la marine et son chef des opérations, ainsi que le ministre de la Marine. De plus, un inspecteur de l'entraînement militaire, dont le rang valait ceux des chefs d'état-major, et l'aide de camp de l'empereur du Japon étaient aussi membres.
Des officiers de rang moyen des états-majors de l'armée et de la marine, et les ministres de la Guerre et de la Marine, se rencontraient de temps à autre lors des conférences de liaison pour discuter de la stratégie militaire et en particulier des plans requérant la collaboration des deux branches, hors réunion officielle avec l'empereur.
Les relations entre la marine et l'armée n'étaient jamais cordiales mais souvent profondément hostiles. Une des grandes divergences d'opinions concernait les priorités stratégiques pour la guerre dans l'Asie et le Pacifique: pour l'armée, qui opérait sur la Chine continentale, l'Union soviétique était la plus grande menace contre le Japon et l'Empire devait par conséquent se concentrer sur l'expansion sur le continent asiatique (Hokushin-ron); Tandis que la marine, qui opérait plutôt sur l'océan Pacifique, voyait les États-Unis comme la grande menace pensant sur le Japon et estimait qu'il fallait donc se concentrer sur l'expansion dans l'Asie du Sud-Est et les îles du Pacifique (Nanshin-ron).

### Organisation durant la Seconde Guerre mondiale
L'empereur du Japon fut défini comme chef de l'État et généralissime des forces armées du Japon impérial par la constitution de 1889. Durant la Seconde Guerre mondiale, le commandement du quartier général impérial consistait comme suit :
- Chef de l'État-major de l'armée
  - Prince Kan'in Kotohito (1931–1940)
  - Hajime Sugiyama (1940–1944)
  - Hideki Tōjō (1944)
  - Yoshijirō Umezu (1944–1945)

- Chef de l'État-major de la marine
  - Hiroyasu Fushimi (1932–1941)
  - Osami Nagano (1941–1944)
  - Shigetarō Shimada (1944)
  - Koshirō Oikawa (1944–1945)
  - Soemu Toyoda (1945)

- Ministre de la Guerre
  - Hajime Sugiyama (1937–1938)
  - Seishirō Itagaki (1938–1939)
  - Shunroku Hata (1939–1940)
  - Hideki Tōjō (1939–1944)
  - Hajime Sugiyama (1944-1945)
  - Korechika Anami (1945)

- Ministre de la Marine
  - Mitsumasa Yonai (1937–1939, 1945)
  - Zengo Yoshida (1939–1940)
  - Koshirō Oikawa (1940–1941)
  - Shigetarō Shimada (1941–1944)